# Contrôleur de polarisation

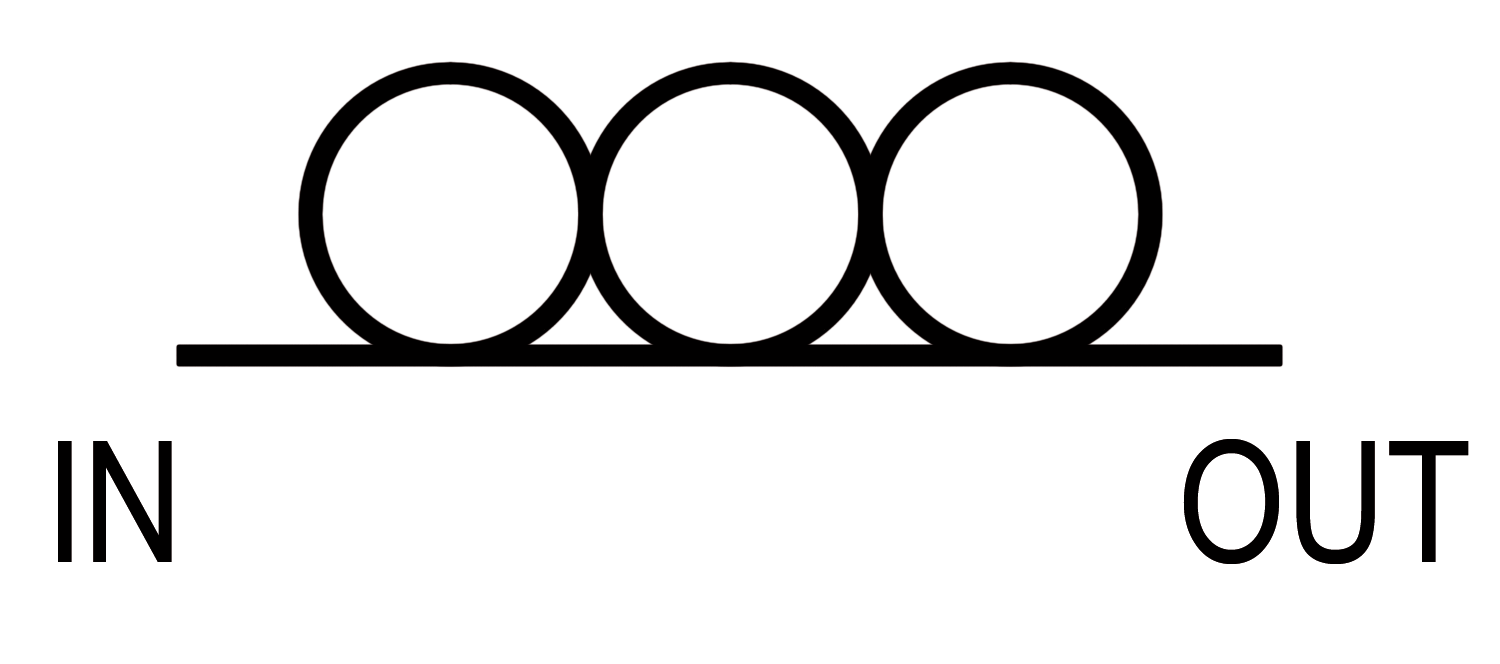
Symbole du contrôleur de polarisation.

Un contrôleur de polarisation est un dispositif optique qui permet de modifier l'état de polarisation de lumière.

## Types et fonctionnement
Les régulateurs de polarisation peuvent fonctionner sans rétroaction, généralement par réglage manuel ou par des signaux électriques provenant d'un générateur, ou avec une rétroaction automatique. Ce dernier permet un suivi rapide de la polarisation.
Un contrôleur de polarisation peut avoir pour tâche de transformer une polarisation fixe et connue en une polarisation arbitraire. Comme les états de polarisation sont définis par deux degré de liberté, par exemple angle d'azimut et angle d'ellipticité de l'état de polarisation, un tel contrôleur de polarisation a besoin de deux degrés de liberté. Il en va de même pour la tâche consistant à transformer une polarisation arbitraire en une polarisation fixe et connue.
Plus difficile est la transformation d'une polarisation arbitraire en une autre polarisation arbitraire. Pourtant, cela ne nécessite que deux degrés de liberté. Un tel contrôleur de polarisation peut par exemple être obtenu en plaçant sur le chemin optique trois plaques à ondes rotatives en cascade : une première plaque quart d'onde, qui est orientée pour transformer la polarisation elliptique incidente en polarisation linéaire, une plaque demi-onde, qui transforme cette polarisation linéaire en une autre polarisation linéaire, et une deuxième plaque quart d'onde, qui transforme l'autre polarisation linéaire en la polarisation elliptique de sortie souhaitée. Alors que les trois positions rotatives de la plaque demi-onde présentent bien sûr trois degrés de liberté, un degré de liberté est consommé dans le cas décrit par le choix des polarisations linéaires avant (et donc aussi après) la plaque demi-onde.
Les contrôleurs de polarisation peuvent être mis en œuvre avec des optiques en espace libre, par exemple par un banc en U à fibres optiques. Dans ce cas, la lumière sort de la fibre, passe à travers les trois plaques d'onde, qui peuvent être tournées librement pour permettre le réglage de la polarisation, puis entre à nouveau dans la fibre. Les contrôleurs de polarisation peuvent également être mis en œuvre dans une solution tout fibre. Dans ce cas, la polarisation de la lumière est modifiée par l'application d'une contrainte contrôlée à la fibre elle-même.
Pour les contrôleurs de polarisation avec rétroaction automatique, les fibres optiques intégrées niobate de lithium (LiNbO3) sont très appropriés,,,. Des contrôleurs de polarisation avec des vitesses de poursuite allant jusqu'à 100 krad/s sur la sphère de Poincaré sont disponibles dans le commerce (voir le lien externe en bas).
Si l'on veut non seulement transformer une polarisation arbitraire en une polarisation souhaitée, mais aussi contrôler le déphasage entre cette polarisation et son orthogonale, alors trois degrés de liberté sont nécessaires. Une mise en œuvre avec une vitesse de poursuite de 20 krad/s est décrite dans,. De cette façon, l'ensemble de l'espace de Stokes normalisé peut être stabilisé pour la mise en œuvre du BB84 ou d'un protocole de cryptographie quantique similaire. Un autre scénario d'application est celui des réseaux phasés avec alimentation optique cohérente.